# Fårberget
Fårberget este o arie protejată (sit de importanță comunitară — SCI) din Suedia întinsă pe o suprafață de 109,37 ha, integral pe uscat.

## Localizare
Centrul sitului Fårberget este situat la coordonatele 62°35′16″N 15°29′41″E / 62.587845°N 15.494658°E.

## Înființare
Situl Fårberget a fost declarat sit de importanță comunitară în septembrie 2021 pentru a proteja un număr necunoscut de specii din flora spontană și fauna sălbatică aflate în arealul zonei.

## Biodiversitate
Situată în ecoregiunea boreală, aria protejată conține 1 habitat natural: Taiga vestică.
La baza desemnării sitului se află un număr nedeclarat de specii protejate.